# 前田勇 (陸軍軍人)
前田 勇（1879年1月—1967年12月22日）為日本陸軍軍人、政治家。最終階級為陸軍大佐。貴族院議員、男爵。

## 履歷
前田隆禮陸軍中將的養嗣子。1900年（明治33年）11月、陸軍士官學校（12期）畢業。翌年6月、任官步兵少尉。1907年（明治40年）10月2日、依養父之功授爵位為男爵。
歷任步兵第68連隊中隊長、步兵第57連隊大隊長、第1師團副官、關東軍副官、盛岡連隊區司令官等職。1924年（大正13年）、晉升步兵大佐。之後、擔任第16師團司令部付，配為於京都府立醫科大學配屬將校。1928年（昭和3年）、編入預備役。
1937年（昭和12年）1月、被選出為貴族院男爵議員，屬於公正會。在任至1946年（昭和21年）4月。之後、任職岡本工業顧問。

## 親族
- 長男  前田隆一 數學教師、第八高等学校教授、文部省督學官、海軍南方司政官、大阪書籍社長。
- 兒子 前田正男為前田正實（陸軍中將）的養子。參議院議員。
- 孫 前田武志 隆一的二男。衆議院議員、參議院議員。